# Federación de Fútbol de Islas Feroe
La Federación de Fútbol de las Islas Feroe (en feroés: Fótbóltssamband Føroya) (FSF) es el organismo rector del fútbol en las Islas Feroe (Dinamarca), con sede en Tórshavn. Se encarga de la organización de la Primera División de las Islas Feroe, Copa de las Islas Feroe y la Supercopa de Islas Feroe, así como los partidos de la Selección de fútbol de las Islas Feroe en sus distintas categorías. Fue fundada 1979 y está afiliada a la FIFA (desde 1988) y a la UEFA (desde 1990).

## Historia
El fútbol tiene una larga tradición en las Islas Feroe. El primer club, el Tvoroyrar Boltfelag TB, se fundó en 1892 y a principios del siglo XX ya se disputaba un campeonato no oficial. El primer organismo regulador fue la Federación de Deportes de Islas Feroe (ÍSF), creada en 1939, que tres años después impulsó la primera liga nacional. El torneo de Copa se creó en 1955. 
Cuenta con 26 equipos en la primera división y con 13 en segunda.
Varios jugadores nacionales se han probado en Sudamérica, la mayoría en el Club Bella Vista de Uruguay , pasando casi todos sin pena ni gloria.
En 1966 la ÍSF creó un órgano específico (Fótbóltsdeildin) para organización del fútbol nacional, que fue substituido por la Federación de Fútbol de las Islas Feroe, fundada el 12 de enero de 1979. El nuevo organismo centró sus esfuerzos en mejorar la formación de directivos, entrenadores y árbitros. Asimismo, en 1985 creó la primera liga de fútbol femenino. 
A mediados de los años ochenta y en colaboración con el Gobierno, la FSF impulsó la creación de campos de césped artificial. Hasta la fecha, el desarrollo del fútbol feroés estaba lastrado por el mal estado de los terrenos de juego, dada la climatología lluviosa de las islas.
Si bien las Islas Feroe pertenecen a Dinamarca, su estatus de autonomía permitió a la FSF convertirse en miembro de la FIFA el 2 de julio de 1988 y de la UEFA el 18 de abril de 1990. Ello permitió a la Selección de fútbol de las Islas Feroe disputar torneos internacionales oficiales, si bien el combinado feroés ya había jugado desde 1930 algunos encuentros y campeonatos amistosos. El 12 de septiembre de 1990, Islas Feroe se impuso a Austria por 1-0 en Landskrøna (Suecia) en su primer partido de competición oficial, correspondiente a la fase de clasificación de la Eurocopa 1992. Asimismo, la temporada 1992/93 los clubes feroeses comenzaron a participar en las competiciones europeas.